# HD 153221
HD 153221 är en dubbelstjärna belägen i den norra delen av stjärnbilden Altaret. Den har en kombinerad skenbar magnitud av ca 6,00 och är mycket svagt synlig för blotta ögat där ljusföroreningar ej förekommer. Baserat på parallaxmätning inom Hipparcosuppdraget enligt på ca 9,4 mas, beräknas den befinna sig på ett avstånd på ca 350 ljusår (ca 107 parsek) från solen. Den rör sig närmare solen med en heliocentrisk radialhastighet på ca -29 km/s.

## Egenskaper
Primärstjärnan HD 153221 A är en orange till gul jättestjärna av spektralklass G8/K0 III. Den har en radie som är ca 8 solradier och har ca 50 gånger solens utstrålning av energi från dess fotosfär vid en genomsnittlig effektiv temperatur av ca 5 000 K.
Följeslagaren är en stjärna av skenbar magnitud 7,69 som ligger separerad med 1,1 bågsekund (år 2010) vid en positionsvinkel av 172°.